# Balta similis
Balta similis es una especie de cucaracha del género Balta, familia Ectobiidae.

## Distribución
Esta especie se encuentra en los Estados Unidos, Samoa, Nueva Guinea y Australia.